# Murzuch
Murzuch (italianizzazione dell'in arabo مرزق‎?, Marzuq), talora Mursuk, è una città del sud-ovest della Libia nella antica regione del Fezzan. È il capoluogo dell'omonimo distretto.

## Geografia fisica
Murzuch si trova al centro della regione del Fezzan, nella oasi omonima che domina da nord la zona del deserto libico denominata deserto di Murzuch o Idehan Murzuch. La città dista circa 120 km da Sabha (a nord) e circa 140 km da Ubari (a nord-ovest).
La città è un centro agricolo e commerciale noto per la produzione di datteri e per l'artigianato dei tappeti berberi.

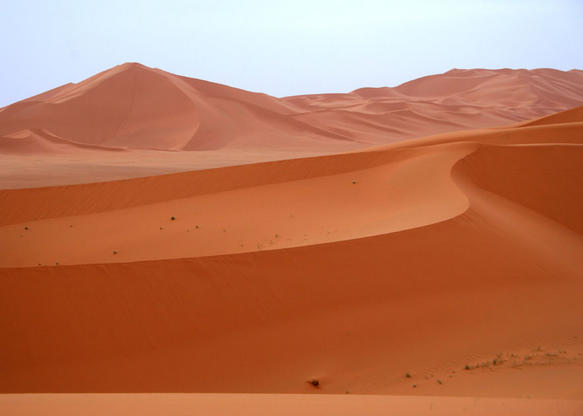
Idehan Murzuk

## Storia
La città fu fondata agli inizi del XIV secolo dalla famiglia dei Wilad Muhammad, e si sviluppò intorno ad un forte di cui oggi restano le rovine. Per la sua posizione lungo le rotte trans-sahariane che portavano dal Mediterraneo al lago Ciad e al fiume Niger, fu per lunghi anni un centro carovaniero importante per il commercio di armi e di schiavi. 
Tra il XVI e il XIX secolo è stata la capitale della provincia del Fezzan. Di quel periodo conserva ancora alcuni edifici fra cui le mura perimetrali ed una moschea.
Fu detta anche la Parigi del Sahara. La sua importanza venne meno con lo sviluppo dei moderni trasporti che consentivano di raggiungere i luoghi interni dell'Africa evitando il lungo e faticoso attraversamento del deserto.
Fu occupata dagli Ottomani nel 1578 e sotto il loro impero divenne il centro politicamente ed economicamente più importante del Fezzan fino al XIX secolo. 
Fra i primi esploratori europei a visitare la città, merita ricordare il tedesco Friederich Konrad Hornemann che tra il 1798 e il 1799, su incarico della African Association di Londra, esplorò il Sahara nord-orientale. Il suo viaggio e le relative informazioni sui popoli della zona e sui lori usi e costumi furono raccolte in un diario di viaggio che venne pubblicato nel 1802 a Londra dopo la sua morte con il titolo: The Journal of Frederick Hornemann's Travels, from Cairo to Murzouk, the Capital of the Kingdom of Fezzan, in Africa, in the Years 1797-8.
Nei primi anni del XIX secolo Murzuch fu punto di partenza per alcune spedizioni britanniche per l'esplorazione dell'Africa Occidentale. Da qui partì in particolare la spedizione esplorativa di Denham, Oudney e Clapperton del 1823 che portò alla scoperta da parte degli europei del lago Chad.
Nel 1912, a seguito della vittoria italiana nella guerra italo-turca, fu ceduta insieme agli altri territori della Libia all'Italia che di fatto la occupò solo nel 1914. Sotto il controllo italiano Murzuch perse il suo ruolo di preminenza nel Fezzan in favore di Sabha.
Il 16 gennaio 1941, durante la seconda guerra mondiale, fu oggetto di un fallito tentativo di conquista da parte di una colonna della Francia libera proveniente dal Ciad guidata dal colonnello Philippe Leclerc de Hauteclocque.